# Маргарета фон Мансфелд
Маргарета (Матилда) фон Мансфелд (на немски: Margarete (Mathilde) von Mansfeld; * ок. 1436; † сл. 3 ноември 1468) е графиня от Мансфелд и чрез женитба графиня на Байхлинген.

## Произход
Тя е дъщеря на граф Фолрад II фон Мансфелд († 1450) и втората му съпруга принцеса Маргарета от Силезия-Саган-Прибус († 1491), дъщеря на херцог Йохан I фон Саган († 1439) и Схоластика Саксонска († 1463), дъщеря на курфюрст Рудолф III от Саксония-Витенберг († 1419).

## Фамилия
Маргарета се омъжва 1459 г. в Нордхаузен за граф Йохан фон Байхлинген († 1485), единствен син на граф Фридрих XV фон Байхлинген († 1426) и Агнес фон Хонщайн-Келбра († сл. 1458). Те имат децата:
- Каспар († сл. 13 май 1494)
- Адам († 24 юли 1538), граф на Байхлинген, женен I. за София фон Сайн (1471 – 1508); II. 1511 за Катарина фон Хесен († 1525), дъщеря на ландграф Вилхелм I фон Хесен
- Фридрих XVII († между 1 януари и 22 септември 1543), домхер в Св. Гереон (1493 – 1505), приор в Св. Гереон (1510 – 1533), каноник в Св. Ламберт, Лиеж (1517), каноник в Диткирхен (1523 – 1529), катедрален дякон в Страсбург (1542)
- Анна († сл. 1482), монахиня във Франкенхаузен
- Фелицитас (* ок. 1440; † сл. 1498), омъжена I. пр. 28 май 1484 г. за граф Карл I фон Глайхен-Бланкенхайн (ок. 1450 – 1495), II. 1498 г. за граф Ернст IV фон Хонщайн-Клетенберг (ок. 1440 – 1508)
- Мехтилд/Маргарета († 11 декември 1534), приорес в Елтен (1508), приорес в Есен (1509), абатиса на Фреден (1511 – 1523), абатиса на Есен (1525 – 1534), погребана във Фреден
- д-р Херман IV фон Байхлинген († сл. 1484), каноник в Св. Севери в Ерфурт
- Агнес († сл. 1509), дяконеса в Есен